# Cult of Static
Cult Of Static — шостий студійний альбом американського індастріал-метал гурту Static-X, випущений 17 березня 2009 року.
Перший сингл альбому «Stingwray» був випущений і доступний на сторінці гурту на Myspace 17 лютого 2009 року. Назва альбому є посиланням на відданих фанатів, які підтримували гурт протягом тривалого часу. Це останній студійний альбом Static-X до розпуску гурту в 2009 році, а також останній за участю барабанщика Ніка Ошіро та засновника і вокаліста Вейна Статіка за його життя, хоча робота останнього, що була випущена посмертно, увійшла до альбому Project Regeneration Vol. 1. Альбом також ознаменував останню роботу Static-X з Джоном Тревісом і став останнім альбомом гурту на лейблі Reprise Records.
Пісня «Lunatic» присутня в саундтреку до фільму «Каратель: Територія війни». Вона була частково заснована на воїні, схожому на персонажа Карателя, і була перезаписана для альбому з гітарним соло лідера треш-метал гурту Megadeth Дейва Мастейна.
Cult of Static продовжив традицію гурту використовувати гітарні соло, а пісні містять більше семплів і електронних звуків, ніж попередній альбом Cannibal. Окрім сайту Myspase сингл «Stingwray» також доступний на iTunes.
На обкладинці альбому зображений логотип гурту, який був на обкладинці Wisconsin Death Trip.

## Список композицій
Автор музики і слів Вейн Статік, якщо не вказано інше. 
| #     | Назва                                | Автор               | Тривалість |
| ----- | ------------------------------------ | ------------------- | ---------- |
| 1.    | «Lunatic» (за участю Дейва Мастейна) | Тоні Кампос, Статік | 3:35       |
| 2.    | «Z28»                                | Кампос, Статік      | 3:09       |
| 3.    | «Terminal»                           |                     | 3:38       |
| 4.    | «Hypure»                             |                     | 4:15       |
| 5.    | «Tera-Fied»                          |                     | 5:19       |
| 6.    | «Stingwray»                          | Кампос, Статік      | 4:10       |
| 7.    | «You Am I»                           |                     | 3:00       |
| 8.    | «Isolaytore»                         |                     | 2:46       |
| 9.    | «Nocturnally»                        |                     | 3:49       |
| 10.   | «Skinned»                            |                     | 3:34       |
| 11.   | «Grind 2 Halt»                       |                     | 4:56       |
| 42:11 |                                      |                     |            |

| Бонус-трек iTunes | Бонус-трек iTunes | Бонус-трек iTunes |
| #                 | Назва             | Тривалість        |
| ----------------- | ----------------- | ----------------- |
| 12.               | «W.F.O.»          | 3:09              |
| 47:15             |                   |                   |

| Бонус-треки спеціального видання | Бонус-треки спеціального видання        | Бонус-треки спеціального видання | Бонус-треки спеціального видання |
| #                                | Назва                                   | Автор                            | Тривалість                       |
| -------------------------------- | --------------------------------------- | -------------------------------- | -------------------------------- |
| 13.                              | «Still of the Night» (Whitesnake cover) | Девід Ковердейл, Джон Сайкс      | 5:04                             |
| 14.                              | «Looks That Kill» (Mötley Crüe cover)   | Ніккі Сікс                       | 4:11                             |
| 49:33                            |                                         |                                  |                                  |

| Завантаження спеціального видання | Завантаження спеціального видання | Завантаження спеціального видання                    | Завантаження спеціального видання |
| #                                 | Назва                             | Автор                                                | Тривалість                        |
| --------------------------------- | --------------------------------- | ---------------------------------------------------- | --------------------------------- |
| 15.                               | «Talk Dirty to Me» (Poison cover) | Брет Майклз, Ріккі Рокетт, Боббі Делл, Сі Сі ДеВілль | 3:48                              |
| 53:21                             |                                   |                                                      |                                   |

## Учасники запису
Static-X
- Вейн Статік - вокал, ритм-гітара, продюсування
- Коічі Фукуда - соло-гітара, клавішні, програмування
- Тоні Кампос - бас-гітара, бек-вокал, вокал у пісні «Talk Dirty to Me»
- Нік Ошіро - барабани

Додаткові музиканти
- Дейв Мастейн - перше гітарне соло на «Lunatic» [9]
- Марк Джеймсон - клавішні

Продюсування
- Джон Тревіс - продюсування, інженерія, зведення
- Том Бейкер - мастеринг
- Аарон Пол - асистент інженера
- Неллі Реккіа - малюнки, фотографії
- Пол Браун - дизайн